# Ідентифікаційний код суб'єкта самоврядування
Ідентифікаційний код суб'єкта самоврядування (нім. Amtlicher Gemeindeschlüssel) — цифрова послідовність, яка використовується для однозначної ідентифікації суб'єкта самоврядування в деяких країнах (Німеччина, Австрія, Швейцарія).
Існують також інші системи, які використовуються для ідентифікації регіонів (поштовий індекс, NUTS).

## Німеччина
В Німеччині ідентифікаційні коди використовуються в основному з статистичною метою, їх видачею займаються статистичні відомства земель.

### Структура
Ідентифікаційний код в Німеччині складається з 8 чисел. Два перших числа означають землю, третє — адміністративний округ. В тих землях, де адміністративні округи відсутні, третім числом є 0 (за винятком земель Рейнланд-Пфальц, Саксонія-Ангальт і Нижня Саксонія, які ліквідували цей інститут недавно). Четверте і п'яте числа означають округ або місто земельного підпорядкування, шосте, сьоме і восьме — власне суб'єкт місцевого самоврядування.

#### Зразки
08 1 11 000 — Штутгарт
- 08 — земля Баден-Вюртемберг
- 1 — адміністративний округ Штутгарт
- 11 — місто земельного підпорядкування Штутгарт
- 000 — (як місто земельного підпорядкування, Штутгарт не має подальшого поділу)

05 1 58 004 — Еркрат
- 05 — земля Північний Рейн-Вестфалія
- 1 — адміністративний округ Дюссельдорф
- 58 — округ Меттманн
- 004 — місто Еркрат

### Федеральні землі
Федеральні землі пронумеровані з півночі на південь (1—9), в хронологічному порядку приєднання до Федеративної республики Німеччини (10) і в алфавітному порядку (11—16).
- 01: Шлезвіг-Гольштейн
- 02: Гамбург
- 03: Нижня Саксонія
- 04: Бремен
- 05: Північний Рейн-Вестфалія
- 06: Гессен
- 07: Рейнланд-Пфальц
- 08: Баден-Вюртемберг
- 09: Баварія
- 10: Саар
- 11: Берлін
- 12: Бранденбург
- 13: Мекленбург-Передня Померанія
- 14: Саксонія
- 15: Саксонія-Ангальт
- 16: Тюрингія

## Австрія

### Структура
Ідентифікаційний код в Австрії складається з 5 цифр. Перша цифра означає федеральну землю (в алфавітному порядку), друга і третя — округ, четверта і п'ята — власне суб'єкт місцевого самоврядування.

#### Зразки
3 25 21 — Раппоттенштайн
- 3 — Нижня Австрія
- 25 — округ Цветл
- 21 — община Раппоттенштайн

9 07 01 — Відень, округ Нойбау
- 9 — Відень
- 07 — Нойбау (сьомий округ)
- 01 —

### Федеральні землі
- 1: Бургенланд
- 2: Каринтія
- 3: Нижня Австрія
- 4: Верхня Австрія
- 5: Зальцбург
- 6: Штирія
- 7: Тіроль
- 8: Форарльберг
- 9: Відень

## Швейцарія

### Структура
Видані швейцарським відомством статистики, ідентифікаційні коди в Швейцарії довжиною від одної до чотирьох чисел назначаються послідовно згідно з офіційним порядком кантонів, округів і муніципалітетів.